# 2026-os labdarúgó-világbajnokság-selejtező (UEFA – H csoport)
A 2026-os labdarúgó-világbajnokság európai selejtező, H csoportjának eredményeit tartalmazó lapja. A csoportban a csapatok körmérkőzéses, oda-visszavágós rendszerben játszanak egymással. A csoport győztese kijut a világbajnokságra, a csoport második helyezettje pótselejtezőn vesz részt.
A csoportban Ausztria, Románia, Bosznia-Hercegovina, Ciprus és San Marino szerepel.

## Tabella
| Hely. | Csapat              | M | Gy | D | V | G+ | G– | Gk  | P | Továbbjutás                      |           | Bosznia-Hercegovina | Ausztria  | Románia  | Ciprusi Köztársaság | San Marino |
| ----- | ------------------- | - | -- | - | - | -- | -- | --- | - | -------------------------------- | --------- | ------------------- | --------- | -------- | ------------------- | ---------- |
| 1.    | Bosznia-Hercegovina | 3 | 3  | 0 | 0 | 4  | 1  | +3  | 9 | Kijut a 2026-os világbajnokságra |           | —                   | szept. 9. | nov. 15. | 2–1                 | 1–0        |
| 2.    | Ausztria            | 2 | 2  | 0 | 0 | 6  | 1  | +5  | 6 | Pótselejtezőn vesz részt         |           | nov. 18.            | —         | 2–1      | szept. 6.           | okt. 9.    |
| 3.    | Románia             | 4 | 2  | 0 | 2 | 8  | 4  | +4  | 6 |                                  |           | 0–1                 | okt. 12.  | —        | 2–0                 | nov. 18.   |
| 4.    | Ciprus              | 3 | 1  | 0 | 2 | 3  | 4  | −1  | 3 |                                  | okt. 9.   | nov. 15.            | szept. 9. | —        | 2–0                 |            |
| 5.    | San Marino          | 4 | 0  | 0 | 4 | 1  | 12 | −11 | 0 |                                  | szept. 6. | 0–4                 | 1–5       | okt. 12. | —                   |            |

## Mérkőzések
A csoportok sorsolását 2024. december 13-án tartották Zürichben. A menetrendet az UEFA a sorsolást követően, aznap közzétette. Az időpontok közép-európai idő szerint, zárójelben helyi idő szerint értendők.
| 2025. március 21. 18:00 (19:00 UTC+2) |

| Ciprus                   | 2–0               | San Marino |
| ------------------------ | ----------------- | ---------- |
| Pittász 55' Kakulisz 86' | (0–0) Jegyzőkönyv |            |

| AEK Arena, Lárnaka Nézőszám: 2336 Játékvezető: Andris Treimanis (lett) |

| 2025. március 21. 20:45 (21:45 UTC+2) |

| Románia | 0–1               | Bosznia-Hercegovina |
| ------- | ----------------- | ------------------- |
|         | (0–1) Jegyzőkönyv | Gigović 14'         |

| Nemzeti Stadion, Bukarest Nézőszám: 49413 Játékvezető: Danny Makkelie (holland) |

| 2025. március 24. 20:45 |

| Bosznia-Hercegovina                  | 2–1               | Ciprus        |
| ------------------------------------ | ----------------- | ------------- |
| Demirović 22' Haris Hajradinović 56' | (1–1) Jegyzőkönyv | Pittász 45+2' |

| Bilino Polje Stadion, Zenica Nézőszám: 7464 Játékvezető: Rohit Saggi (norvég) |

| 2025. március 24. 20:45 |

| San Marino  | 1–5               | Románia                                                                             |
| ----------- | ----------------- | ----------------------------------------------------------------------------------- |
| Zannoni 67' | (0–2) Jegyzőkönyv | Cevoli 6' (öngól) Popescu 44' Marin 55' (11-esből) Hagi 75' (11-esből) Alibec 90+5' |

| Olimpiai Stadion, Serravalle Nézőszám: 3556 Játékvezető: Damian Sylwestrzak (lengyel) |

| 2025. június 7. 15:00 |

| Bosznia-Hercegovina | 1–0               | San Marino |
| ------------------- | ----------------- | ---------- |
| Džeko 66'           | (0–0) Jegyzőkönyv |            |

| Bilino Polje Stadion, Zenica Nézőszám: 11 828 Játékvezető: Luís Godinho (portugál) |

| 2025. június 7. 20:45 |

| Ausztria                     | 2–1               | Románia      |
| ---------------------------- | ----------------- | ------------ |
| Gregoritsch 42' Sabitzer 60' | (1–0) Jegyzőkönyv | Tănase 90+5' |

| Ernst Happel Stadion, Bécs Nézőszám: 48 500 Játékvezető: Maurizio Mariani (olasz) |

| 2025. június 10. 20:45 (21:45 UTC+3) |

| Románia              | 2–0               | Ciprus |
| -------------------- | ----------------- | ------ |
| Tănase 43' Man 45+2' | (2–0) Jegyzőkönyv |        |

| Nemzeti Stadion, Bukarest Játékvezető: Donatas Rumšas (litván) |

| 2025. június 10. 20:45 |

| San Marino | 0–4               | Ausztria                                          |
| ---------- | ----------------- | ------------------------------------------------- |
|            | (0–4) Jegyzőkönyv | Arnautović 3' 15' Gregoritsch 11' Baumgartner 27' |

| Olimpiai Stadion, Serravalle Játékvezető: Ondřej Berka (cseh) |

| 2025. szeptember 6. 20:45 |

| Ausztria | –           | Ciprus |
| -------- | ----------- | ------ |
|          | Jegyzőkönyv |        |

|  |

| 2025. szeptember 6. 20:45 |

| San Marino | –           | Bosznia-Hercegovina |
| ---------- | ----------- | ------------------- |
|            | Jegyzőkönyv |                     |

|  |

| 2025. szeptember 9. 20:45 |

| Bosznia-Hercegovina | –           | Ausztria |
| ------------------- | ----------- | -------- |
|                     | Jegyzőkönyv |          |

|  |

| 2025. szeptember 9. 20:45 (21:45 UTC+3) |

| Ciprus | –           | Románia |
| ------ | ----------- | ------- |
|        | Jegyzőkönyv |         |

|  |

| 2025. október 9. 20:45 |

| Ausztria | –           | San Marino |
| -------- | ----------- | ---------- |
|          | Jegyzőkönyv |            |

|  |

| 2025. október 9. 20:45 (21:45 UTC+3) |

| Ciprus | –           | Bosznia-Hercegovina |
| ------ | ----------- | ------------------- |
|        | Jegyzőkönyv |                     |

|  |

| 2025. október 12. 15:00 |

| San Marino | –           | Ciprus |
| ---------- | ----------- | ------ |
|            | Jegyzőkönyv |        |

|  |

| 2025. október 12. 20:45 (21:45 UTC+3) |

| Románia | –           | Ausztria |
| ------- | ----------- | -------- |
|         | Jegyzőkönyv |          |

|  |

| 2025. november 15. 18:00 (19:00 UTC+2) |

| Ciprus | –           | Ausztria |
| ------ | ----------- | -------- |
|        | Jegyzőkönyv |          |

|  |

| 2025. november 15. 20:45 |

| Bosznia-Hercegovina | –           | Románia |
| ------------------- | ----------- | ------- |
|                     | Jegyzőkönyv |         |

|  |

| 2025. november 18. 20:45 |

| Ausztria | –           | Bosznia-Hercegovina |
| -------- | ----------- | ------------------- |
|          | Jegyzőkönyv |                     |

|  |

| 2025. november 18. 20:45 (21:45 UTC+2) |

| Románia | –           | San Marino |
| ------- | ----------- | ---------- |
|         | Jegyzőkönyv |            |

|  |